# 宮之城駅
宮之城駅（みやのじょうえき）は、かつて鹿児島県薩摩郡宮之城町屋地（現・さつま町宮之城屋地）に設置されていた、日本国有鉄道（国鉄）宮之城線の駅（廃駅）である。
1987年（昭和62年）1月10日、宮之城線の廃止に伴い、廃駅となった。

## 歴史
- 1926年（大正15年）5月8日：樋脇 - 当駅間開業に伴い、終着駅として開業[1][2]。
- 1934年（昭和9年）7月8日：当駅 - 薩摩鶴田間開業に伴い、中間駅となる。
- 1980年（昭和55年）10月1日：貨物の取り扱いを廃止[1]。
- 1984年（昭和59年）2月1日：荷物扱い廃止[1]。
- 1987年（昭和62年）1月10日：宮之城線の全線廃止に伴い、廃駅となる[1]。

## 駅構造
相対式ホーム2面2線と側線を数本有する駅であった。当駅は旧宮之城町の中心駅であり、廃止時まで有人駅であった。

## 利用状況
以下に年間の乗降人員および貨物取扱量を示す。
| 年度               | 乗降人員（人） | 貨物取扱量（t） |
| ------------------ | -------------- | --------------- |
| 1926年（大正15年） | 156,300        | 5,500           |
| 1935年（昭和10年） | 205,000        | 14,800          |
| 1945年（昭和20年） | 656,935        | 25,466          |
| 1955年（昭和30年） | 666,600        | 38,383          |
| 1965年（昭和40年） | 1,125,000      | 39,297          |
| 1968年（昭和43年） | 1,003,900      | 25,623          |

## バス路線
JR九州バス
- 鹿児島駅行き（入来・薩摩郡山・鹿児島中央駅経由） / 薩摩中央高校行き

南国交通バス
- 鹿児島空港行き（エアポートシャトル）
- 出水駅・阿久根駅行き（同上）
- 大口行き（宮之城温泉・求名経由）
- 大村循環（佐志駅・広橋・祁答院中前方面）
- 神子口行き（宮之城温泉経由）
- 胡摩目行き（広橋・永野駅経由）

いわさきバス
- 上川内行き（東郷・ 川内駅経由）
- 入来駅行き（山崎経由）
- 宮之城温泉行き
- 神村学園前行き（川内駅・串木野経由）

## 廃止後の状況
跡地には、「宮之城駅鉄道記念館」があり、館内を自由に見学することができる。また、鉄道記念館がある建物はバス待合所を併設しており、南国交通バスのほか、JR九州バス、鹿児島交通バスが乗り入れている。うち鹿児島交通は今も「宮之城駅」のバス停名を使用している（JRバスは「宮之城」、南国バスは「鉄道記念館前（宮之城）」の名称を使用）。また、駅前交差点の名称も「宮之城駅前」で国鉄営業当時からの交差点名標識が使用されている。

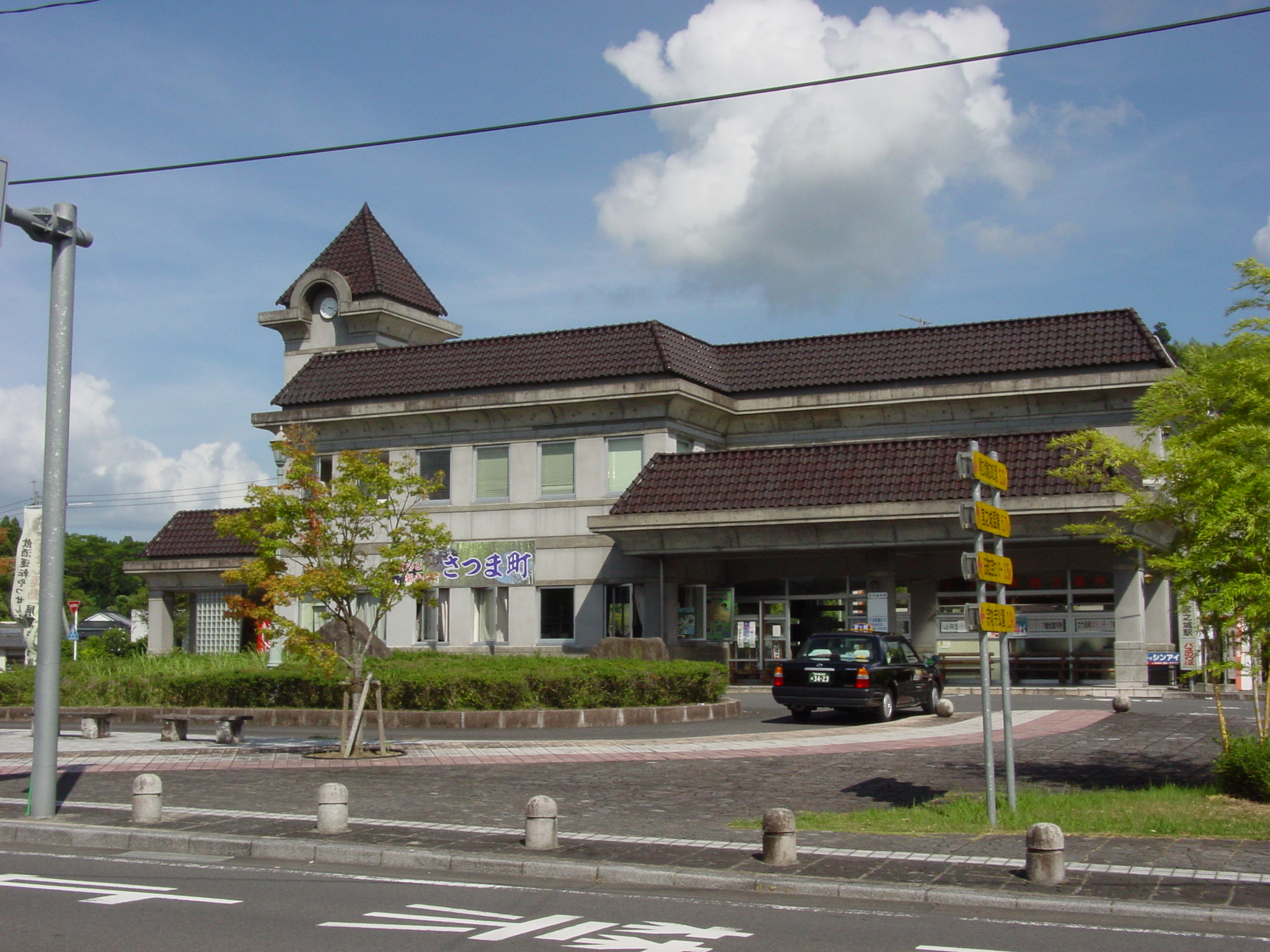
鉄道記念館
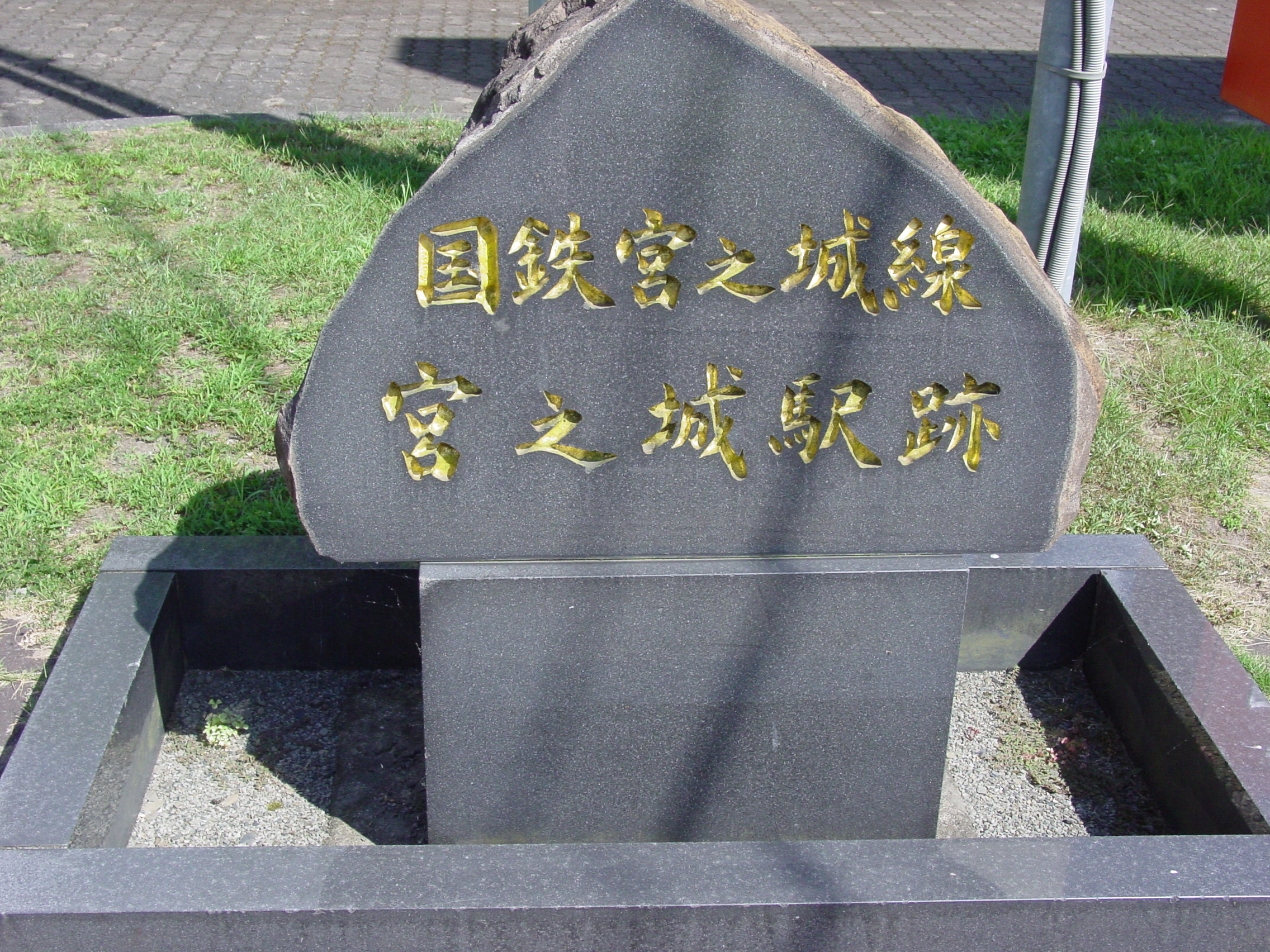
駅があったことを今に伝える記念碑

## 隣の駅
日本国有鉄道
宮之城線
船木駅 - 宮之城駅 - 佐志駅